# 东莞轨道交通1号线
东莞轨道交通1号线（旧稱R1線），是东莞轨道交通一条兴建中的路线，连接东莞市水乡功能区、城区片区、松山湖功能区和东部产业园片区，未来还将连接深圳市光明区和广州市黄埔区。
本线一期已于2019年2月开工，建设年限至2026年，属「美丽东莞建设」项目之一，并以民间兴建营运后转移模式批出专营权；合同期原定有效期至2045年，但该合同于2023年5月解除。而其余各期及支线仍在规划中，尚未正式获批。

## 線路

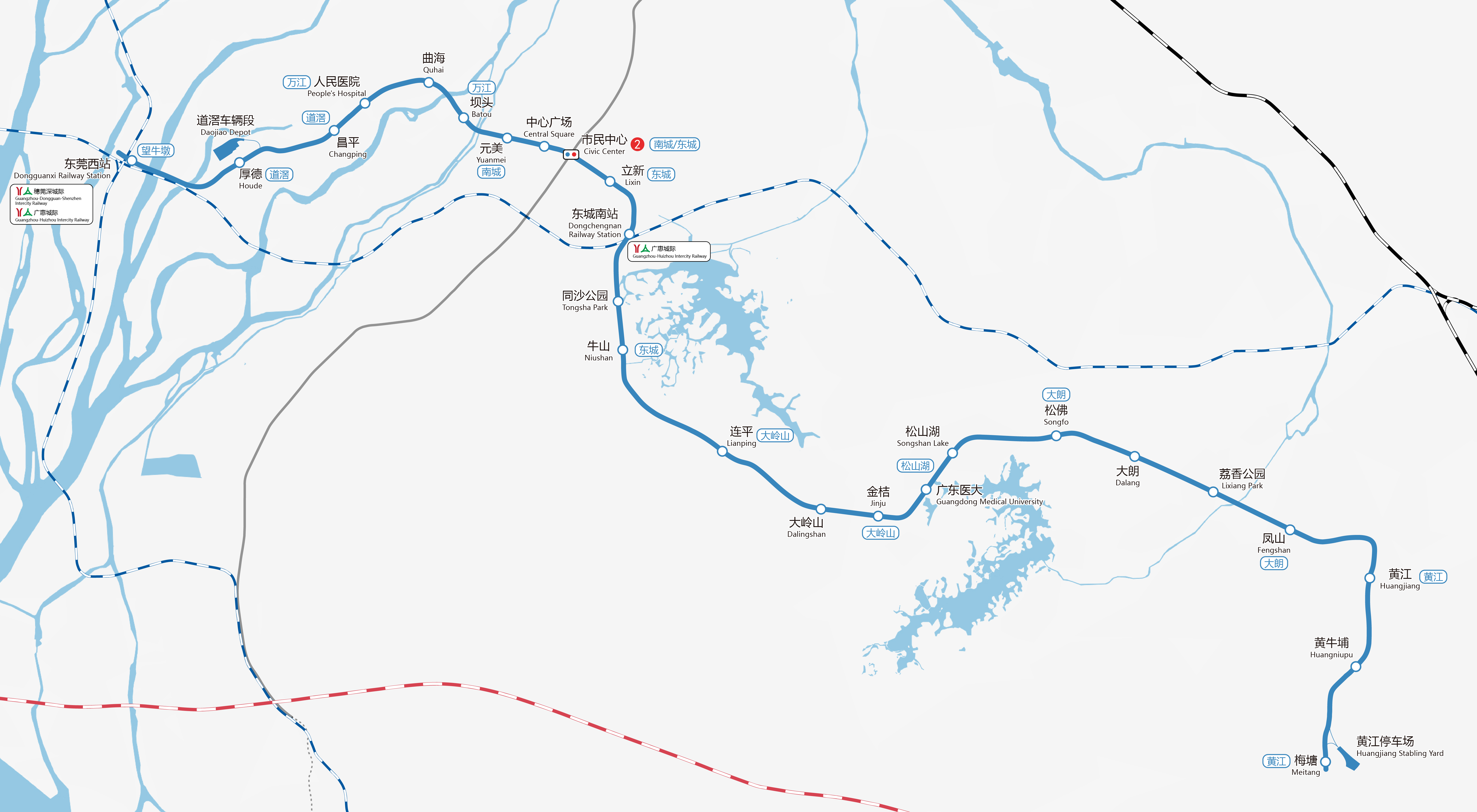
1号线实际走向图

一号线一期起于西端东莞西站，止于东端梅塘站，全長57.46公里，其中地下段49.44公里，设25座车站及道滘车辆段和黄江停车场。

## 历史

### 規劃
R1線原規劃為用於連接廣州和深圳、只設數個站點的快線，後來經過數次修改，曾一度增至24站，至申报环评审批阶段時縮減為21站。2017年1月14日，東莞軌道交通1號線通過廣東省住建廳專家初步審核。2017年尾，東莞軌道交通第二輪建設正式訂定，本線在東莞境內站點確定，并调整至27座。
2021年12月发布的《东莞市综合交通运输体系发展“十四五”规划》中，仅提及在十四五阶段推动建设1号线一期，意味着1号线其余各段及支线不会在近期建设。2022年3月发改委批复《东莞市城市轨道交通第二期建设规划方案》，确定删去了近期规划的二期、三期和支线，而一期增加一个与3号线同台换乘的车站。2024年第三季，1号线一期工程初步设计（调整）获批复。
2024年6月18日，东莞市轨道交通局将1号线二期和三期纳入第二期建设规划调整（2022-2030年）中。

### 建設
2016年6月13日，1号线开始勘察。同年9月28日，与2号线换乘的鸿福路站及设于该站的1、2号线联络线工程开工。
2017年4月12日，1號線收地動員大會舉行，象徵相關土地收回工作展開。
2018年4月，東莞市政府決定加快本線東莞段建設，並將以BOT模式批出本線建造及營運權。2018年10月初，展開一期工程的民間興建營運後轉移模式招標工作，同時為望洪路至水濂山站施工監理合約進行招標。獲准投標BOT的公司包括：東莞發展控股（東莞市政府附屬公司）-中國中鐵-中國鐵建等聯營、北京建工集團，以及宏润建设集团（寧波市政府關聯公司）。本線26年BOT專營權已於2019年1月10日批予東莞發展控股-中國中鐵-中國鐵建等聯營公司（並由中國中鐵-中國鐵建負責東莞段全部土木及機電工程）。
2019年2月19日，1号线一期工程举行动工仪式，麻涌至黃江中心站區段動工。同年3月18日，滨江体育馆站亦展開連續牆工程，成為全線首個主體動工的車站。2020年8月28日，1号线首台盾构机由滨江体育馆站始发。
2020年11月18日，道滘站主体结构封顶，成为全线首座封顶车站。2021年3月10日，滨江体育馆-莞太路区间双线贯通，成为全线首个贯通区间。
2022年7月30日，新源路站铺轨基地开始铺轨。2023年5月5日，部分站点开始机电装修施工。
2023年5月21日，东莞市轨道一号线建设发展有限公司股东东莞发展控股股份有限公司发布公告称，自1号线一期工程实施以来，因城市规划变更等原因，项目建设总投资、交通网络规划等发生了较大调整，继续采用PPP模式实施项目存在困难，故东莞市轨道交通局已于近日解除与一号线建设公司的PPP项目合同。当局称，解除PPP合同不会影响项目建设，争取在2025年开通试运营。
2023年10月23日上午，随着大朗-湿地公园区间右线盾构机出洞，1号线一期工程实现全线隧道贯通。2024年7月10日凌晨，随着道滘-道滘东区间跨广深高速匝道连续梁桥合拢，1号线一期工程高架段桥梁全线贯通。12月16日，1号线一期全线轨道贯通；同月月底，1号线一期全线通电。
2025年3月，1号线一期完成热滑试验。同年8月1日，全线开始空载试运行。

## 车站及接驳路线
| 站名                                                           | 所在区域     | 当前状态                  | 接驳路线 / 车站              | 月台类型       |
| -------------------------------------------------------------- | ------------ | ------------------------- | ---------------------------- | -------------- |
| 1号线                                                          |              |                           |                              |                |
| 东莞西站                                                       | 望牛墩镇     | 建设中 （預計2025年开通） | 东莞西站：广惠城际、穗深城际 | 高架岛式月台   |
| 厚德                                                           | 道滘镇       | 建设中 （預計2025年开通） |                              | 高架岛式月台   |
| 昌平                                                           | 道滘镇       | 建设中 （預計2025年开通） |                              | 高架岛式月台   |
| 人民医院                                                       | 万江街道     | 建设中 （預計2025年开通） |                              | 地下岛式月台   |
| 曲海                                                           | 万江街道     | 建设中 （預計2025年开通） |                              | 地下岛式月台   |
| 坝头                                                           | 万江街道     | 建设中 （預計2025年开通） |                              | 地下岛式月台   |
| 元美                                                           | 南城街道     | 建设中 （預計2025年开通） |                              | 地下岛式月台   |
| 中心广场                                                       | 南城街道     | 建设中 （預計2025年开通） |                              | 地下岛式月台   |
| 市民中心                                                       | 南城街道     | 建设中 （預計2025年开通） | 2号线 208、广州28号线        | 地下岛式月台   |
| 立新                                                           | 南城街道     | 建设中 （預計2025年开通） |                              | 地下岛式月台   |
| 东城南站                                                       | 东城街道     | 建设中 （預計2025年开通） | 东城南站：广惠城际           | 地下岛式月台   |
| 同沙公园                                                       | 东城街道     | 建设中 （預計2025年开通） |                              | 地下岛式月台   |
| 牛山                                                           | 南城街道     | 建设中 （預計2025年开通） |                              | 地下岛式月台   |
| 连平                                                           | 大岭山镇     | 建设中 （預計2025年开通） |                              | 地下岛式月台   |
| 大岭山                                                         | 大岭山镇     | 建设中 （預計2025年开通） |                              | 地下岛式月台   |
| 金桔                                                           | 大岭山镇     | 建设中 （預計2025年开通） |                              | 地下岛式月台   |
| 广东医大                                                       | 松山湖高新区 | 建设中 （預計2025年开通） | 3号线                        | 地下双岛式月台 |
| 松山湖                                                         | 松山湖高新区 | 建设中 （預計2025年开通） | 3号线、广州28号线            | 地下双岛式月台 |
| 松佛                                                           | 大朗镇       | 建设中 （預計2025年开通） |                              | 地下岛式月台   |
| 大朗                                                           | 大朗镇       | 建设中 （預計2025年开通） |                              | 地下岛式月台   |
| 荔香公园                                                       | 大朗镇       | 建设中 （預計2025年开通） |                              | 地下岛式月台   |
| 凤山                                                           | 大朗镇       | 建设中 （預計2025年开通） |                              | 地下双岛式月台 |
| 黄江                                                           | 黄江镇       | 建设中 （預計2025年开通） |                              | 地下岛式月台   |
| 黄牛埔                                                         | 黄江镇       | 建设中 （預計2025年开通） |                              | 地下岛式月台   |
| 梅塘                                                           | 黄江镇       | 建设中 （預計2025年开通） | 深圳地铁6号线支线            | 地下岛式月台   |
| 注释                                                           |              |                           |                              |                |
| - 1号线一期正在建设中。 - 所有以斜体标识的线路和车站均未开通。 |              |                           |                              |                |
| 论 编                                                          |              |                           |                              |                |

| 规划中二期、三期                                                                                                 | 规划中二期、三期 | 规划中二期、三期 | 规划中二期、三期  | 规划中二期、三期 |
| 規劃站名 | 所在区域         | 当前状态         | 接驳线路          | 车站形式         |
| --- | ---------------- | ---------------- | ----------------- | ---------------- |
| 1号线二期 |                  |                  |                   |                  |
| 黄埔新港 | 广州市黄埔区     | 规划中           | 广州5号线 530     | 未知             |
| 大盛村 | 麻涌镇           | 规划中           |                   | 未知             |
| 麻涌大道 | 麻涌镇           | 规划中           |                   | 未知             |
| 麻涌西 | 麻涌镇           | 规划中           |                   | 未知             |
| 麻涌东 | 望牛墩镇         | 规划中           |                   | 未知             |
| ↓接續建设中一期（东莞西站－梅塘）                                                                                |                  |                  |                   |                  |
| 1号线三期 |                  |                  |                   |                  |
| ↑接續建设中一期（东莞西站－梅塘）                                                                                |                  |                  |                   |                  |
| 黄江南 | 黄江镇           | 规划中           | 深圳地铁6号线支线 | 未知             |
| - 1号线二期及三期仍在规划中，最终设站及车站命名情况请以有关部门批复为准。 - 所有以斜体标识的线路和车站均未开通。 |                  |                  |                   |                  |
| 论 编 |                  |                  |                   |                  |

### 换乘站
- 黃埔新港站：换乘广州地铁5号线和广州地铁25号线。本线預計或将利用原来為广州25号线預留十字形節點換乘點结构，廣州5號線在上，1號線在下。[25]
- 曲海站：换乘7號線。
- 市民中心站：换乘2號線及广州地铁28号线。
- 广东医大站：换乘3号线。1号线在修建时已预留3号线的站台，与松山湖站为连续同台换乘站。
- 松山湖站：换乘3号线及广州地铁28号线。1号线在修建时已预留3号线的站台，与广东医大站为连续同台换乘站。
- 凤山站：换乘1号线支线。1号线在修建时已预留支线的站台。至远期，凤山站以南的原1号线区段将拆解为4号线的一部分，1号线支线将改为主线。
- 梅塘站：换乘4号线和深圳地铁6号线支线。
- 黄江南站：换乘深圳地铁6号线支线。

## 使用列车
东莞轨道交通一号线采用6节编组的B型车，列车和轨道线路设计最高运行速度是120km/h，采用GoA4级自动驾驶模式。初期采购34列/204辆车，相关订单在2022年由中车浦镇中标。首列车已于2024年12月分车厢运抵道滘车辆段。2025年1月8日，道滘车辆段举行首辆列车组装接车仪式，启动联调联试。

## 未来发展
1号线近期规划向两端延伸。向北的二期路段将延伸至广州黄埔新港站，与广州地铁5号线接驳；向南的三期路段将延伸一个站至莞深边界，并与深圳地铁6号线支线接驳。
1号线还规划了富民南路至塘厦中心的支线。在远期规划中，富民南路至黄江中心段将划为4号线的一部分，而1号线支线则将并入主线运营。
2024年9月18日，广州地铁集团就1号线二期广州段（城市边界-黄埔新港）规划开始首次环评公示。